# Yokozuna
Pour les articles homonymes, voir Yokozuna (homonymie).
 (avril 2010).
Si vous disposez d'ouvrages ou d'articles de référence ou si vous connaissez des sites web de qualité traitant du thème abordé ici, merci de compléter l'article en donnant les références utiles à sa vérifiabilité et en les liant à la section « Notes et références ».
Yokozuna (横綱) est le rang (et non pas le niveau) le plus élevé que peut atteindre un lutteur sumo. Une fois promu, le yokozuna ne peut plus perdre son titre, mais on attend de lui qu'il se retire s'il ne peut plus obtenir des résultats dignes de son rang.

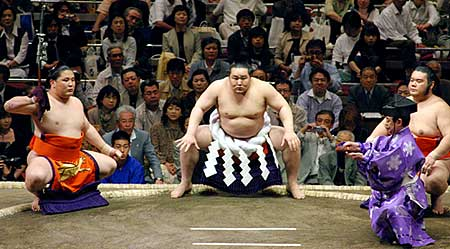
Le yokozuna Asashoryu (centre) lors de la cérémonie de l'entrée sur le ring (dōhyō-iri)

Le terme yokozuna vient du symbole le plus visible de leur rang : une épaisse, corde (tsuna (綱)) horizontale (yoko (横)), similaire au shimekazari (注連飾り) des sanctuaires shinto, portée autour de la taille lors de la cérémonie de l'entrée sur le ring (dōhyō-iri (土俵入り)).

## Histoire
L'origine du rang de yokozuna reste floue et deux légendes différentes s'affrontent. Selon l'une, un lutteur du IXe siècle nommé Hajikami accrocha un shimenawa (注連縄) autour de sa taille comme handicap et mis ses opposants au défi de le toucher, créant du même coup la lutte sumo comme nous la connaissons au XXIe siècle. Selon l'autre légende, le lutteur légendaire Shiganosuke Akashi accrocha un shimenawa autour de sa taille en 1630 en signe de respect lors d'une visite à l'Empereur et aurait reçu le premier titre de yokozuna à titre posthume. Il y a très peu d'éléments qui permettent de prouver que l'une des deux légendes est vraie, mais on sait que depuis 1789, les yokozuna depuis Tanikaze Kajinosuke sont représentés en ukiyo-e portant le shimenawa. 
Avant la période Meiji, le titre de yokozuna était donné aux  ōzeki (大関) (actuellement le deuxième rang le plus élevé) qui combattaient devant le Shogun. Ce privilège était souvent accordé selon l'influence du protecteur du lutteur plutôt que selon les capacités et la dignité du lutteur. À l'époque, le titre de yokozuna ne désignait pas un rang distinct du classement, le yokozuna étant un ōzeki ayant le privilège de faire sa propre cérémonie d'entrée sur le ring.

## La cérémonie d'entrée sur le dohyo

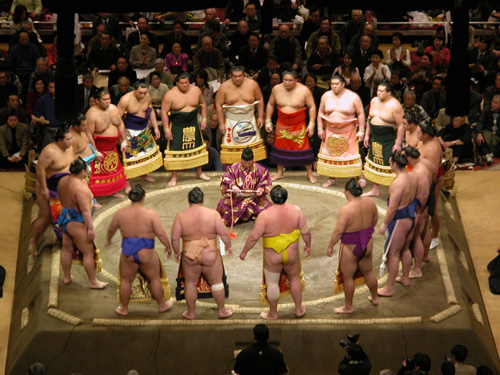
dōhyō-iri normal.

Le rang de yokozuna est né entre autres du désir de laisser les meilleurs champions faire une entrée sur le ring séparément des autres lutteurs. Le dōhyō-iri est une cérémonie de présentation de tous les lutteurs qui vont combattre. Pour la cérémonie normale, les lutteurs, parés keshō mawashi (化粧廻) (sortes de tabliers richement décorés) forment un cercle autour du ring (dōhyō (土俵)) et effectuent une courte danse.
Le yokozuna, qui ne participe pas à la cérémonie normale, se présente séparément accompagné de deux lutteurs qui l'assistent. Il porte à la taille la grosse corde symbole de son rang et effectue une danse plus élaborée.

## Devenir yokozuna
Un yokozuna ne pouvant pas perdre son titre, le système de promotion est très strict et se fait en plusieurs étapes : après un tournoi, un conseil se réunit pour discuter des performances des meilleurs lutteurs sumo et éventuellement recommander l'un des ōzeki qui remplit les critères de promotion. La recommandation passe ensuite par la division des juges et par la direction de l'association des sumo qui prend la décision finale. 
Une fois la décision prise, un membre de l'association se rend à l'écurie du lutteur pour lui apprendre officiellement la nouvelle. Dans les jours qui suivent, une grosse corde symbole du rang de yokozuna va être confectionnée par l'écurie et le promu va s'entraîner pour la cérémonie de l'entrée sur le dōhyō-iri avec l'aide des yokozuna qui l'ont précédé. La cérémonie de promotion a lieu quelques semaines après la fin du tournoi dans le sanctuaire Meiji, à Tokyo.

### Critères de promotion
Dans la lutte sumo moderne, un ōzeki doit montrer assez de puissance, de technique et de dignité/grâce (品格, hinkaku) pour pouvoir être promu au rang de yokozuna. Il n'y a pas de critère absolu ni de quota : il y a eu des périodes sans yokozuna et des périodes avec jusqu'à quatre yokozuna. 
La puissance et la technique sont habituellement déterminées par les résultats aux derniers tournois. Même s'il n'y a pas de règle précise, il faut généralement gagner onze match sur quinze durant deux tournois de suite en tant qu'ōzeki ou réaliser une performance équivalente. L'association des sumo peut prendre en compte d'autres critères comme le nombre total de victoires aux tournois, la qualité des combats, la constance des résultats, etc.
La notion de dignité/grâce est plus discutable et repose sur des critères plus subjectifs. Par exemple, beaucoup de personnes ont considéré que l'ōzeki Konishiki (en) n'a pas pu atteindre le rang de yokozuna parce qu'il n'était pas japonais et plusieurs membres de l'association des sumo ont dit ouvertement qu'un étranger ne pourrait jamais remplir le critère de hinkaku. Le débat sur les combattants étrangers a pris fin en 1993, quand l’ōzeki Akebono Tarō reçut le rang de yokozuna.

## Les yokozuna historiques

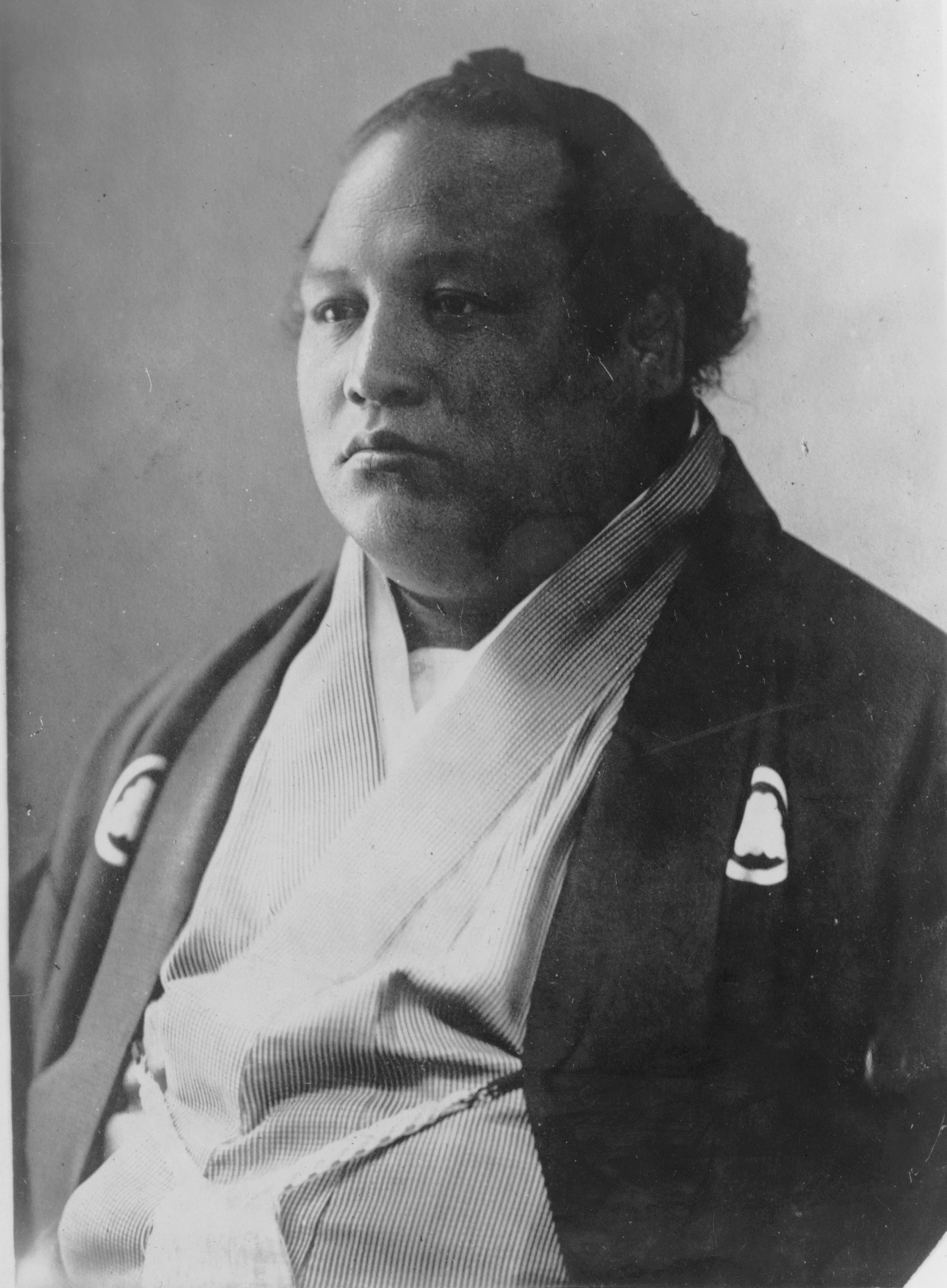
Hitachiyama dans sa jeunesse.

Il y a  eu au total 74 yokozuna[Quand ?], même si le comptage officiel a seulement commencé avec Tanikaze et Onogawa en 1789.
Quelques yokozuna ont particulièrement marqué l'histoire de la lutte sumo :
- Hitachiyama (常陸山?), surnommé Kakusei (角聖?).
- Tachiyama (en) (太刀山?), qui a marqué la période Meiji.
- Tochigiyama (en) (栃木山?), pionnier de la lutte sumo moderne.
- Futabayama (en) (双葉山?), le lutteur qui a marqué les années 1930 à 1940. Il a obtenu douze victoires de tournoi à une époque où il n'y avait que deux tournois par an (au lieu de six aujourd'hui).
- Taihō, que de nombreuses personnes considèrent comme le plus grand rikishi de l'après-guerre, avec 32 victoires de tournois.
- Chiyonofuji, qui s'est retiré en 1991. Il a seulement une victoire de tournois de moins que Taihō.
- Kitanoumi, 24 victoires de tournois.
- Akebono, le premier yokozuna non-japonais.
- Takanohana, 22 victoires de tournois.
- Asashōryū, de Mongolie (2003-2010), 25 victoires de tournois.
- Hakuhō, de Mongolie, (2007-2021), 45 victoires de tournois, actuel détenteur du record de victoires.

Il y a, en juin 2025, deux yokozuna en activité : 
- Hōshōryū promu en janvier 2025.
- Onosato promu le 1er juin 2025.